# Marcos Paulo Souza Ribeiro
Marcos Paulo Souza Ribeiro (nacido el 21 de marzo de 1974) es un exfutbolista brasileño que se desempeñaba como delantero.
Jugó para clubes como el Botafogo, Joinville, Grêmio, Criciúma, Bahia y Vegalta Sendai.

## Trayectoria

### Clubes
| Club           | País   | Año         |
| -------------- | ------ | ----------- |
| Botafogo       | Brasil | 1991 - 1995 |
| Joinville      | Brasil | 1996        |
| Grêmio         | Brasil | 1997        |
| Criciúma       | Brasil | 1997 - 1998 |
| Joinville      | Brasil | 1999        |
| Bahia          | Brasil | 2000        |
| Vegalta Sendai | Japón  | 2001 - 2004 |
| Joinville      | Brasil | 2005 - 2006 |